# Wapen van Doornik

Wapen van Doornik

Het wapen van Doornik is het gemeentelijke wapen van de Henegouwse gemeente Doornik. Het is in 1979 toegekend naar aanleiding van een gemeentelijke fusie twee jaar eerder.

## Geschiedenis
De stad Doornik kreeg in 1426 van de Franse koning Karel VII de drie Franse lelies toegekend. De lelies werden echter pas voor het eerst in 1740 gebruikt. De toren staat in wapens van voor 1824 komt de toren uit de voet van het schild. In 1931 werd de toren hoger in het schild geplaatst, hierdoor staat de toren sindsdien midden op het veld, deze versie wordt tot op heden gebruikt.
De kroon op het schild was tot 1974 een markiezenkroon, dat jaar werd het gewijzigd in een stedenkroon. Deze kroon verwijst naar de stadsrechten die Doornik in de 12e eeuw ontving.

## Blazoenering
De blazoenering luidt als volgt:
De gueules à la tour d'argent ouverte, crénelée d'une pièce et de deux demies, à la herse levée du même, percée de deui meurtrières, maçonnées de sable, au chef cousu d'azur chargé de trois fleurs de lis d'or rangées, l'écu timbré d'une couronne murale d'or à cinq créneaux.
Het wapen bestaat uit een rood veld met daarop een zilveren toren. In het Frans een tour, waarmee dit wapen een sprekend wapen is, omdat de plaats in het Frans Tournai heet. De poort van de toren is open en toont de kleur van het veld. De voegen en twee vensters zijn allen zwart van kleur. In het blauwe schildhoofd staan drie gouden Franse lelies. Het schild wordt gedekt door een gouden muurkroon van vijf kantelen.